# Hamptjärnen (Ramsele socken, Ångermanland, 704750-153435)
Hamptjärnen är en sjö i Sollefteå kommun i Ångermanland och ingår i Ångermanälvens huvudavrinningsområde.